# Jakov Gojun
Jakov Gojun (Split, 1986. április 18. –) olimpiai bronzérmes horvát válogatott kézilabdázó, a horvát PPD Zagreb játékosa.
Pályafutását a Krilnik csapatában kezdte, miután utánpótlás-játékosként több kisebb klubban is megfordult. Ott mutatkozhatott be a felnőtt bajnokságban, majd az RK Zamet kézilabdázója lett, ahol hazai szinten is elismert játékossá nőtte ki magát. Megfordult a Siscia együttesénél is, de jelentősebb sikereit az RK Zagreb csapatával érte el, akikkel bajnoki címeket és kupagyőzelmeket ünnepelhetett, valamint bemutatkozhatott a Bajnokok Ligájában is. Pályafutásának ezen időszakában vált Európában is meghatározó játékossá posztján, főleg védőmunkájával kiemelkedve csapattársai közül.
Horvátországot elhagyva légiósodott Spanyolországban az Atlético Madrid, majd annak csődje után Franciaországban a Paris Saint-Germain Handball csapatában is. 2015-ben lett a német Füchse Berlin játékosa, amely csapattal 2018-ban legnagyobb nemzetközi klubsikerét elérve EHF-kupát nyert.
A horvát válogatottban 2007-ben mutatkozott be. 2009-ben világbajnoki ezüstérmet szerzett a csapattal. A 2012-es londoni olimpián tagja volt a bronzérmes horvát együttesnek. Összesen tizenkét jelentős világeseményen vett részt a nemzeti csapattal, a 2018-as hazai rendezésű Európa-bajnokságot követően mondta le a válogatott szereplést.
Beceneve a Minister of defense, azaz Védelmi miniszter, amit a szurkolóktól kapott kiemelkedő védőmunkájának elismeréseképpen. A szakma is korosztályának egyik legjobb védőjátékosának tartja.

## Pályafutása

### Klubcsapatokban

#### A kezdetek
Gojun 1986. április 18-án született Splitben, Horvátországban. Fiatal korában az RK Split csapatában kézilabdázott. Itt nem tudta magát bejátszani az első csapat keretébe, ezért 2002-ben az RK Krilnikhez szerződött, ahol végül bemutatkozhatott a felnőttek között.
A Krilnikkel a másodosztály déli csoportjában szerepelt, a 2002–03-as szezonban harmadik helyen végeztek csapatával, így éppen lemaradtak az élvonalba való feljutásról.

#### RK Zamet
2004 júliusában Gojun az RK Zamet csapatéhoz szerződött. A szezon kezdetén Franko Mileta volt a csapat edzője, és vele a szezon első felében hetedik lett a csapat. November 9-én Gojun nagyszerű védőjátékot nyújtott az RK Zagreb ellen, ennek ellenére csapata így is 27–24-es vereséget szenvedett. December 25-én Franko Miletát elbocsátották, és Williams Černeka vette át a helyét a szezon hátralevő részére. Az RK Zamet a 14. helyen állt ekkor a bajnokságban, és kiesett a kupából is. Az utánpótlás-bajnokságban ennek ellenére jól ment a csapatnak, Damir Čavlović edző irányításával bajnoki címet nyertek, amiben Gojunnak is kulcsszerepe volt.
2005 júniusában Boris Dragičevićet jelentették be mint új vezetőedző, a Zamet pedig vele a harmadik helyen zárta a bajnokság első felét. A szezon második fele nem sikerült ilyen jól a csapat számára, a play-off idején már Mladen Prskalo irányította a csapatot.
A következő szezon elején a Zamet mindössze négyet nyert meg az első tizenhárom találkozóból, 2007 februárjában Prskalót elbocsátották, és Drago Žiljak lett a vezetőedző. Gojun mindkettőjük idején a csapat kulcsembere volt, főképp védekezésben.

#### RK Siscia
2008 júniusában az RK Siscia játékosa lett, ahol Slavko Goluža lett az edzője. A csapat jól kezdte a szezont, Gojun pedig támadásban is egyre több időt töltött a pályán, mérkőzésenként átlagosan négy-öt gólt szerezve. 2008. december 20-án az RK Metković elleni 30–21-es győzelem alkalmával öt gólt ért el, a Varteks di Caprio elleni győztes kupamérkőzésen pedig hétszer volt eredményes.
2009. március 12-én nyolcszor volt eredményes az RK Moslavina Kutina ellen, a mérkőzést pedig a Siscia nyerte 31–22-re.
A szezon végén a csapat negyedik helyen zárta a bajnokságot.

#### RK Croatia Osiguranje Zagreb

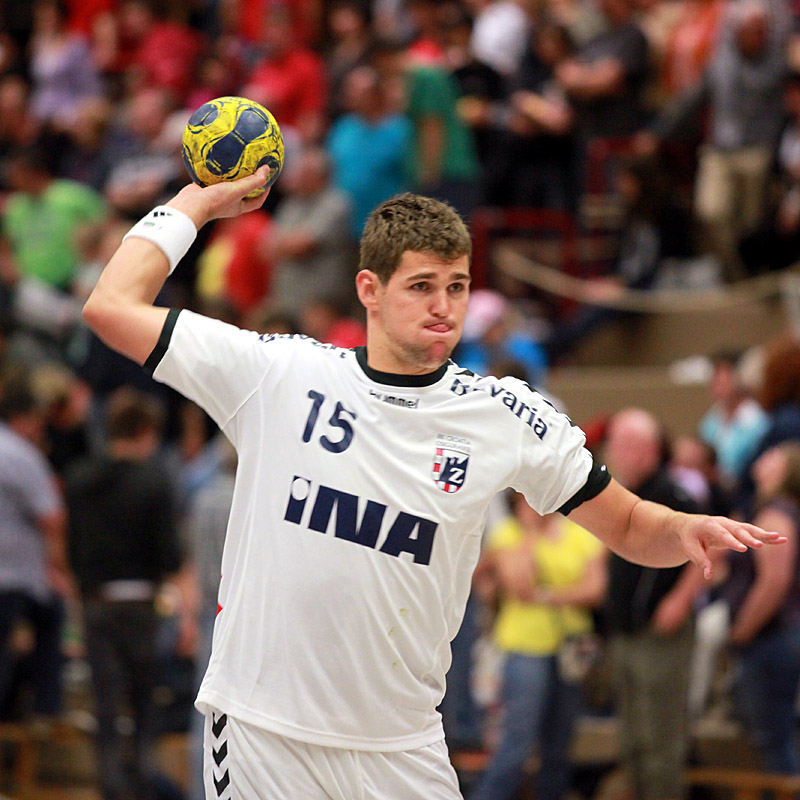
Gojun 2010-ben a Sparkassen-kupán

2009. július 11-én bejelentették, hogy Gojun csatlakozik az RK Zagreb csapatához, amely akkor éppen Croatia Osiguranje Zagreb néven szerepelt.
Először egy Porečben játszott felkészülési tornán szerepelt új csapatában, a Zagreb pedig az RK Metalurg Szkopje, az RK Cimos Koper és a VfL Gummersbach csapatát megelőzve megnyerte a kupát.
Az itt töltött évek alatt a hazai bajnokságban és a kupában is domináns szerepet töltött be a fővárosi csapat, amellyel három-három aranyérmet nyert mindkét hazai versenysorozatban, valamint védekezésben világklasszis szintre érett a játéka.
2009. október 3-án a Bajnokok Ligájában is bemutatkozhatott a norvég Fyllingen Håndballal szemben, amely találkozón a horvátok hét gól különbséggel nyertek. Gojun a védelemben Domagoj Duvnjak helyett Tonči Valčićcsal alkotott párt, miután előbbit hamar végleg kiállították a játékvezetők. 2010. március 22-én Senjanin Maglajliját elbocsátották, és Nenad Kljaić lett az új vezetőedző. A Zagreb a legjobb 16 közé jutásért a Barcelona ellenében esett ki a sorozatból. Gojun a két mérkőzésen 12, illetve 15 gólt szerzett.
A következő szezonban a Rhein-Neckar Löwen, majd egy évre rá a THW Kiel ejtette ki a csapatot a Bajnokok Ligája negyeddöntőben.

#### Atlético de Madrid
2012 áprilisában Gojun bejelentette, hogy a következő szezontól az Atlético de Madridban fog kézilabdázni. Itt Talant Dujsebajev lett az edzője.
2012. augusztus 27-én, az IHF-Szuper Globe keretein belül mutatkozott be új csapatában. A döntőbe a THW Kiel ellen nyertek 28–23 arányban. Szeptember 8-án az Atlético a Supercopa ASOBAL, azaz a spanyol Szuperkupa döntőjét játszotta a Barcelona ellen, amit a katalánok nyertek 34–31-re. Gojun két gólt szerzett és kiválóan védekezett.
Az Atlético jól szerepelt a hazai bajnokságban, Gojun támadásban, de inkább védekezésben nyújtott kiemelkedő teljesítményt klubjában. Október 21-én a CB Cangas elleni bajnokin ugyan gólt nem szerzett, de csapata védelmében kiemelkedő produkciót nyújtott, a mérkőzést 34–13-ra nyerte meg csapata. Mind a bajnokságban, mind pedig a Spanyol Kupa döntőjében a Barcelona állította meg a madridi csapatot, utóbbi döntőjében a katalánok 32–24-re győztek.
A Bajnokok Ligája negyeddöntőjében ugyancsak a Barcelona ejtette ki az Atléticót. Július elején bejelentették, hogy az Atlético de Madrid pénzügyi csődbe került és a csapat megszűnik.

#### Paris Saint-Germain

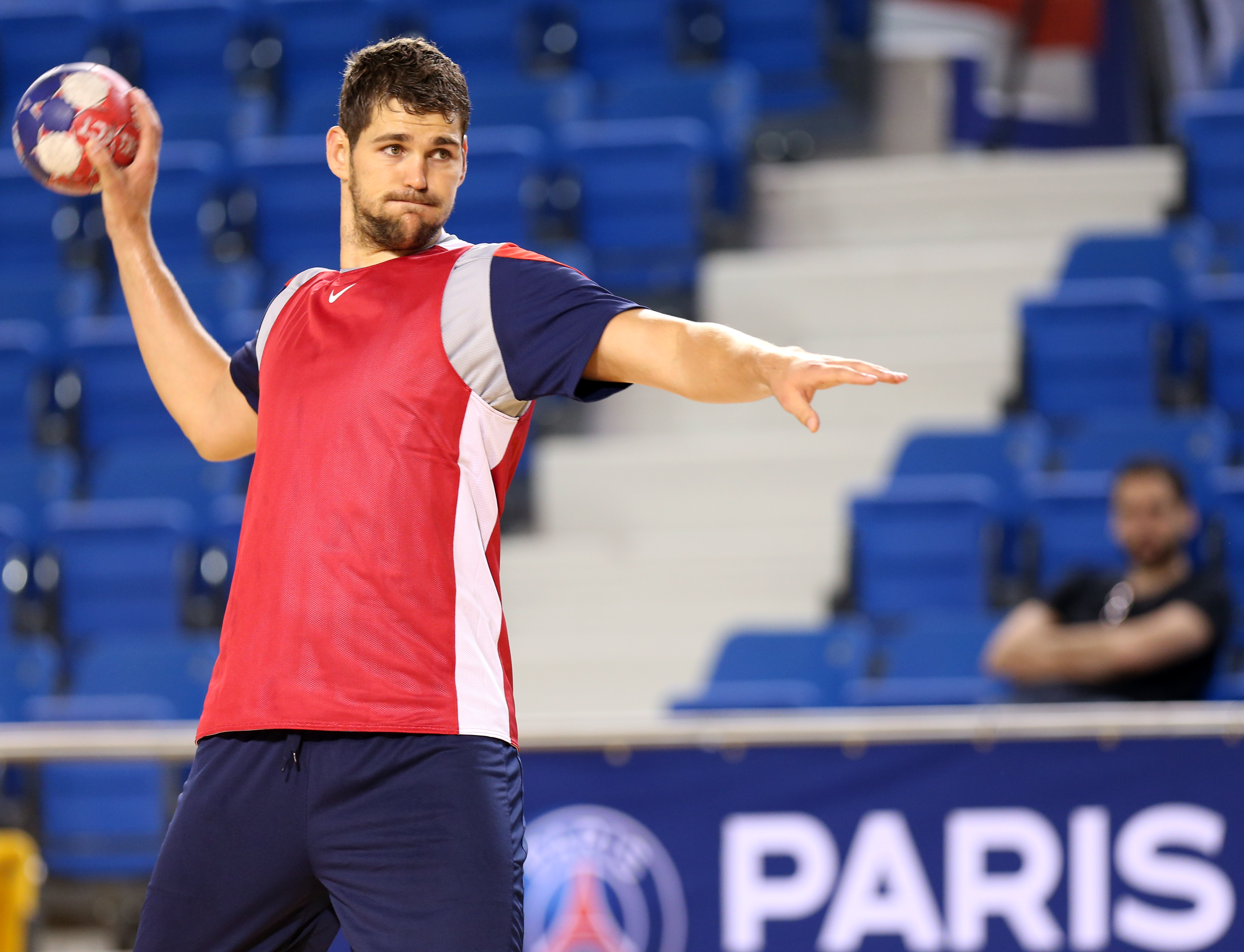
2013-ban a PSG egy edzésén

2013 nyarán szabadon igazolható játékosként írt alá a francia élvonalban szereplő Paris Saint-Germain Handball csapatához.
Október 6-án nagy szerepe volt a rivális Montpellier Handball 30–29-es legyőzésében, három nappal később az Ivry ellen pedig első góljait is megszerezte a csapatban. December 5-én a PSG elszenvedte első vereségét a bajnokságban a Dunkerque-kel szemben, majd egy hét múlva a HBC Nantes-tól is kikapott a fővárosi csapat.
A Bajnokok Ligájában a PSG a negyeddöntőig jutott, ott a Veszprém ellenében estek ki. A szezon zárásaként megnyerték a Francia Kupát, míg a bajnokságban második helyen zártak.
Június 13-án Gojun a Slavko Goluža által vezetett világválogatottban lépett pályára, többek közt José Javier Hombrados, Torsten Jansen, Valentin Porte, Alex Dujsebajev és Domagoj Duvnjak társaságában és győzték le Egyiptomot 33–31 arányban.
Szeptemberben a PSG megnyerte a Francia Szuperkupát, Gojun egy gólt szerzett a találkozón. Október 5-én a Bajnokok Ligájában volt klubja, az RK Zagreb ellen léphetett volna pályára, azonban vállsérülése ebben megakadályozta. Novemberben a PSG a Nantes ellenében esett ki a negyeddöntőben Ligakupából.
A Bajnokok Ligájában az előző évhez hasonlóan a negyeddöntőig jutott a csapat, és ezúttal is a Veszprém jelentette a végállomást a francia klub számára. A szezon végén a csapat bajnoki címet ünnepelhetett. Gojun április 22-én bejelentette, hogy a szezon végeztével távozik a klubtól.

#### Füchse Berlin
2015 nyarán a német Bundesligában szereplő Füchse Berlin játékosaként folytatta pályafutását. Első trófeáját a csapattal az IHF-Szuper Globe-on gyűjtötte be. A kontinensek legjobb klubcsapatainak kiírt torna döntőjében az MKB Veszprémet győzték le 28–27-re, Gojun kétszer volt eredményes. A berlini csapat a következő szezonban is megnyerte a sorozatot, 2018-ban pedig EHF-kupát nyert a csapat.

### A válogatottban
A különböző korosztályos csapatokban való játék után Lino Červar szövetségi kapitány 2007 novemberében meghívta a horvát válogatott keretébe is, és részt vett a Porečben zajló edzőtáborban zajló felkészülési programban.
Gojunt Davor Dominiković utódjának tartották a szakmabeliek. 2009. január 19-én Lino Červar bejelentette, hogy helyt kapott a 2009-es világbajnokságra nevezett keretben. A tornán minden mérkőzésen pályára lépett, és csapata egyik legjobbja volt. Horvátország drámai végjátékban kapott ki a döntőben Franciaországtól 21–19 arányban.

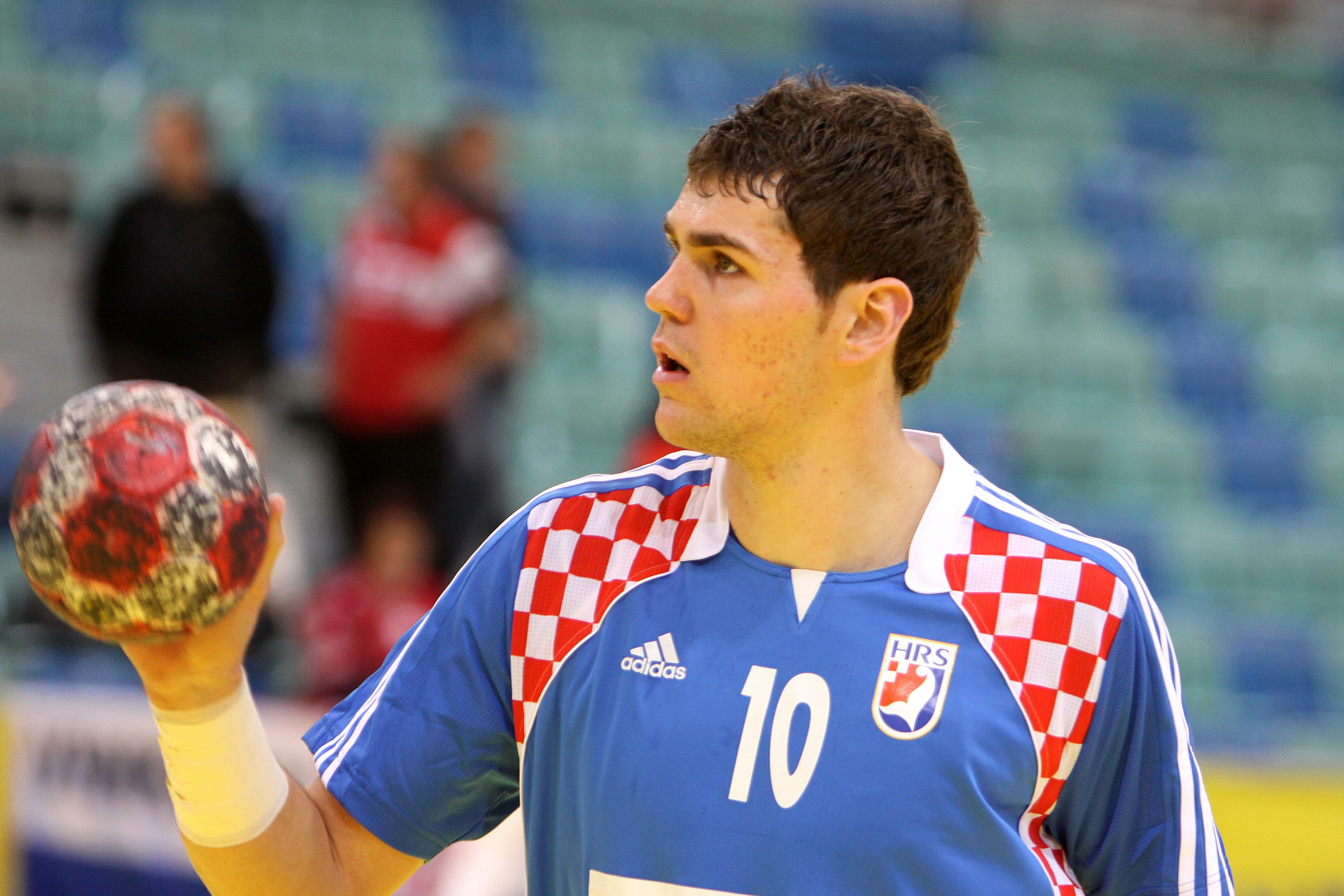
Gojun 2010-ben

Ezt követően stabil tagja lett a horvát nemzeti csapatnak, és minden világeseményen a keret tagja volt. A 2010-es Európa-bajnokságon a legjobb védekező játékosnak választották. Horvátország ezúttal is a döntőben kapott ki, ugyancsak Franciaországtól.
2010. szeptember 14-én Slavko Goluža lett Horvátország új szövetségi kapitánya. A 2011-es világbajnokságon a csoportból ugyan továbbjutott a csapat, de a legjobb négy közé nem sikerült bekerülnie, összességében az ötödik helyen zárt, miután a helyosztón legyőzte Izlandot.
A 2012-es Európa-bajnokságon az elődöntőben kikaptak a házigazda Szerbiától, de a bronzérmet sikerült megszereznie a csapatnak, miután Spanyolországot legyőzte. A 2012-es olimpián Gojun bronzérmet nyert a válogatottal. A harmadik helyért rendezett találkozón Magyarországot győzték le. A 2013-as világbajnokságon újabb bronzérmet nyert a csapattal.
A 2014-es Európa-bajnokságon az elődöntőben a házigazda Dániától kaptak ki, és ezúttal elvesztették a bronzéremért rendezett spanyolok elleni találkozót is. A torna után a Slavko Goluža lemondott posztjáról.
Željko Babić lett az új szövetségi kapitány, és ő továbbra is számított Gojun játékára, aki tagja volt a lengyelországi Európa-bajnokságon és az olimpián résztvevő válogatottnak. Utóbbi tornán Lengyelország ejtette ki a horvátokat a negyeddöntőben.
Gojun utolsó tornája a horvát válogatottal a hazai rendezésű 2018-as Európa-bajnokság volt, ahol a házigazda csapat az ötödik helyen zárt. 168 válogatott mérkőzésén 80 gólt szerzett. Miután bejelentette visszavonulását a nemzeti csapattól, úgy fogalmazott, szükség esetén, ha hívják, segítségére lesz a csapatnak, de annak már inkább a tehetséges fiatalokra kell támaszkodnia.

## Magánélet
2014. december 20-án Splitben Gojun feleségül vette Kristina Štiumot. Fiuk 2015-ben született meg. Többször is kijelentette, hogy Splitet a második otthonának tekinti. Több csapattársával is barátságot ápol, különösen Mateo Hrvatinnal és Milan Uzelaccal van szorosabb kapcsolatban.

## Sikerei, díjai
Croatia Osiguranje Zagreb
- Horvát bajnok: 2009–10, 2010–11, 2011–12
- Horvát kupagyőztes: 2010, 2011, 2012

Atlético de Madrid
- IHF-Szuper Globe: 2012
- Copa del Rey de Balonmano: 2013

Paris Saint Germain Handball
- Francia bajnok: 2014–15
- Francia kupagyőztes: 2014, 2015
- Francia Szuperkupa-győztes: 2014, 2015

Füchse Berlin
- IHF-Szuper Globe: 2015, 2016
- EHF-kupa-győztes: 2017–18

Egyéni elismerés
- A Sportske novosti szavazásán az év csapatának tagja: 2009
- A Horvát Olimpiai Bizottság szavazásán az év csapatának tagja: 2009
- A legjobb védekező játékos a 2010-es és a 2018-as Európa-bajnokságon[56][57]

## Kitüntetései
- Order of the Croatian Interlace - 2009 [58]